# Scotogramma densa
Scotogramma densa là một loài bướm đêm trong họ Noctuidae.